# Cyclothone pseudopallida
Espèce
Cyclothone pseudopallida est une espèce de poissons de la famille des Gonostomatidae.

## Systématique
L'espèce Cyclothone pseudopallida a été décrite en 1964 par l'ichtyologiste russe V. A. Mukhacheva (d).

## Répartition
Cyclothone pseudopallida se rencontre dans les océans Atlantique, Indien et Pacifique, en zone tropicale et tempérée et à une profondeur pouvant atteindre 4 938 m mais, plus généralement, entre 200 de 900 m de profondeur.

## Description
Cyclothone pseudopallida mesure jusqu'à 58 mm pour les femelles et 46 mm pour les mâles. Sa couleur va du brun clair au brun foncé. C'est une espèce ovipare.

## Étymologie
Son épithète spécifique, composé du préfixe latin pseudo-, « faux », et pallida, lui a été donné en référence à sa grande similitude avec l'espèce Cyclothone pallida.